# 大鳞短额鲆
大鳞短额鲆（学名：Engyprosopon macrolepis），俗名扁魚、皇帝魚、半邊魚、比目魚，为輻鰭魚綱鰈形目鲆科的一種，為熱帶海水魚，棲息深度3-91公尺，分布於西印度洋紅海至馬爾地夫；中西太平洋菲律賓至珊瑚海，北至台灣海域，體長可達5.9公分，棲息在沙泥底質海域，生活習性不明。

## 扩展阅读
維基物種上的相關：大鳞短额鲆